# マーズ・エクスプロレーション・ローバー

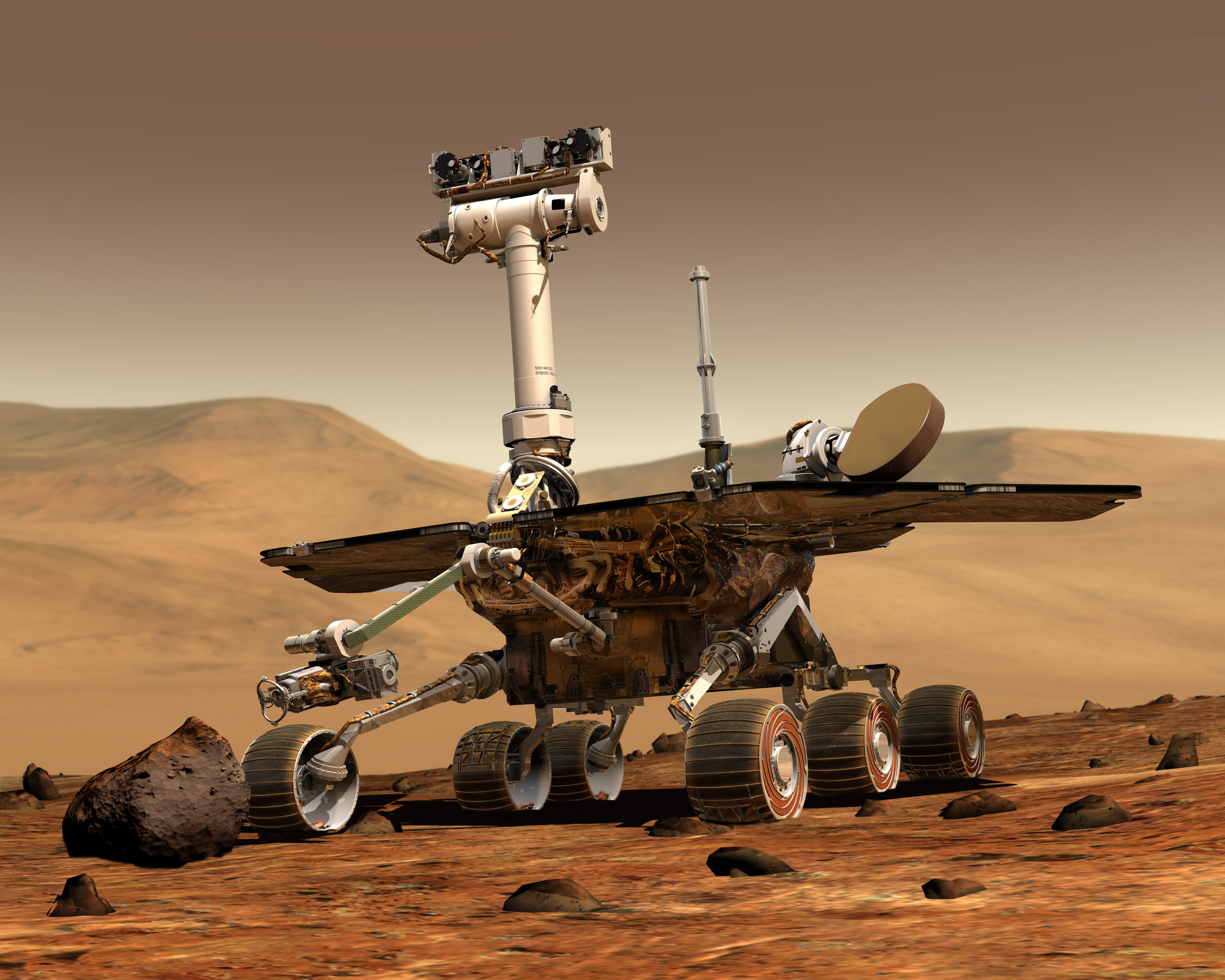
火星上のローバーの想像図

マーズ・エクスプロレーション・ローバー（英語: Mars Exploration Rover, MER Mission）は、2003年にアメリカ航空宇宙局（NASA）が打ち上げた、火星の表面を探査する2機の無人火星探査車（マーズ・ローバー）である。2機のローバーはそれぞれスピリット（MER-A）、オポチュニティ（MER-B）と名付けられている。
ローバーの運用期間は当初3か月であったが、幾度もミッションが延長された。スピリットは2010年3月に通信が途絶するまで6年間にわたり探査を実施し、オポチュニティは2018年6月に通信が途絶するまで14年以上にわたって探査を続けた。

## ミッションの概要

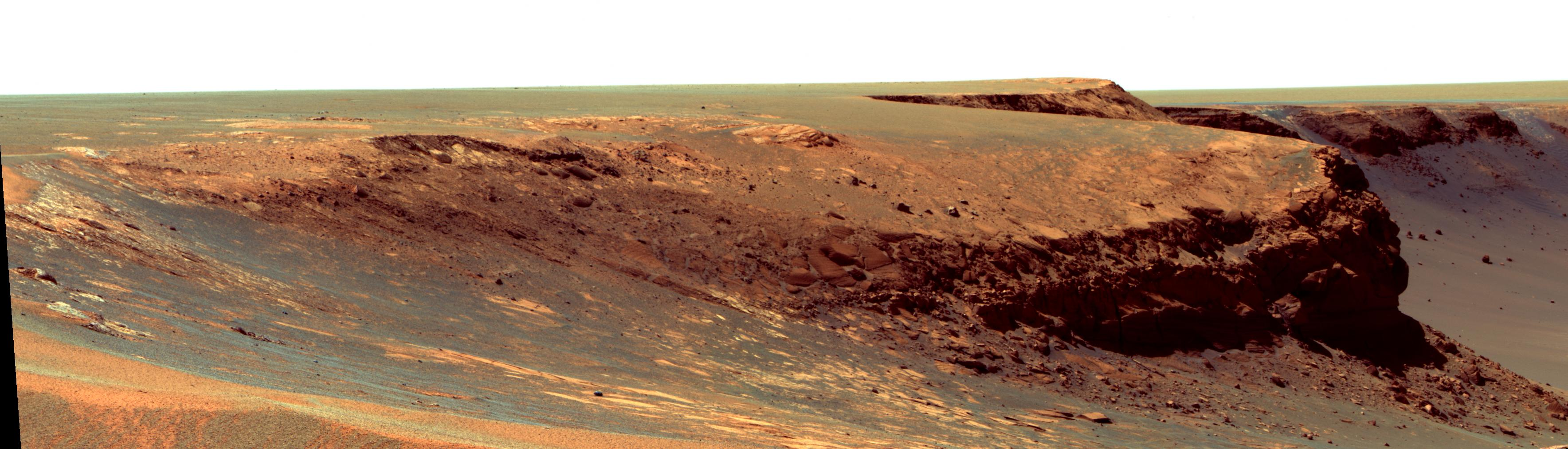
オポチュニティが撮影した火星のヴィクトリア・クレーター、ヴェルデ岬、NASAによる

マーズ・エクスプロレーション・ローバー・ミッションは、1975年と1976年のバイキング着陸船、1997年のマーズ・パスファインダーに続く、NASAの火星探査プログラムの一つである。火星に2機の無人探査車を送り込み、火星表面の地質を詳細に探査し、岩石や土壌を微視的に分析することで、火星に水が存在したことを証明するのがミッションの当初の主要な目的であった。ローバーの探査活動により、過去の火星に液体の水が普通に存在したことや、酸性の湖が存在したことを示す証拠が発見され、この命題は肯定的に解決された。その後ミッションに新たな目的が与えられ、2014年時点でのMERの主要な課題は、（2012年に火星に投入された探査車マーズ・サイエンス・ラボラトリーと共に）火星に生命が存在する可能性について調査することである。
このミッションの科学的目標は、次の通りである。
1. 火星表面の岩石および土壌を広範囲にわたって分析し、火星に水があった痕跡を発見する（沈積、蒸発、熱水活動など、水が関与して生成された岩石の存在を確認する）。
2. 着陸地点周辺の鉱物、岩石、土壌の空間分布の調査。
3. 着陸地点周辺の地史（水や風による侵食、堆積、火山活動、小天体の衝突などの履歴）の解明。
4. 火星軌道上の探査機がこれまでに得てきた観測成果を、火星表面において再検証し、観測精度を向上させる。
5. 鉄を含む鉱物を定量的に分析し、含水鉱物や水由来の無機物を発見する。
6. 火星表面にある岩石や土壌の結晶構造や鉱物学的特徴を明らかにし、それらの生成過程を解明する。
7. 火星表面に液体の水が存在した時代の環境条件を解明する。火星の環境が生命活動に適しているか評価する。

このミッションは、NASAジェット推進研究所 (JPL) のプロジェクトマネージャ、ピーター・サイジンガーと、コーネル大学の天文学教授である主任研究者スティーブ・スクワイヤーズによって進められた。ローバーの製作、発射、着陸および90日間の初期ミッションの運用にかかった総費用は8億2000万米ドル、第4次延長ミッションまで含めると9億2400万米ドル。

## ミッションの経過状況
時刻はUTC（協定世界時）
- 2003年

オポチュニティの軌道飛行シミュレーション

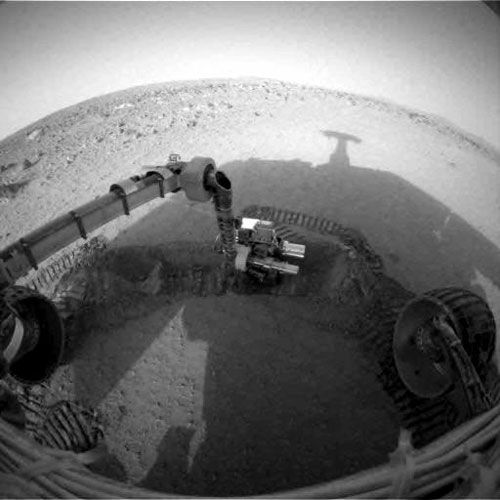
スピリットが、ロボットアームに装備しているツールを利用して堀を調査している際に撮影された画像。この画像は探査機が火星調査を始めてから48日目の2004年2月21日に、スピリットに搭載されている前部危険回避カメラで撮影されたものである。

  - 6月10日17時59分：デルタ IIロケットに搭載されたスピリットが打ち上げられる。
  - 7月7日15時18分：オポチュニティが打ち上げられる。
- 2004年
  - 1月3日4時35分：スピリットが火星のグセフ・クレーターに着陸。なお、スピリットの着陸後1週間で、NASAのウェブサイトの閲覧回数は今までのミッションを遥かに上回る17億回を記録し、データ転送量（サイトを見た人が画像や動画をダウンロードした量）は34.6テラバイトにも達した。
  - 1月24日1時5分：オポチュニティが、火星の反対側にあるメリディアニ平原に着陸。
  - 1月21日：ディープスペースネットワーク (DSN) とスピリットとの通信が途絶えた。探査機はデータのない信号を転送したが、この後に予定されていたマーズ・グローバル・サーベイヤーとの通信セッションの機会を逃してしまう。
  - 1月22日：JPLがスピリットから異常を示すビープ音を受信することに成功する。
  - 1月23日：フライトチームがスピリットからデータを返送させることに成功する。通信途絶の原因は、初めはオーストラリアにある地球局付近の悪天候によるものと考えられていたが、調査の結果、ローバーに搭載されているフラッシュメモリのサブシステムに問題があることが分かった。スピリットは一切の探査を休止し、10日間をかけてソフトウェアのアップデートとテストを実施した。フラッシュメモリの再フォーマットを行い、メモリの使いすぎを修正するパッチを当て、この問題を解決した。オポチュニティも、これと同じ修正パッチによってソフトウェアのアップグレードが行なわれた[3]。
  - 2月5日：スピリットが活動を再開。
  - 3月23日：NASAは記者会見を開き、火星表面上で過去に水が存在したことを決定づける証拠を発見した、と発表した（これは「主要な発見」と報道された）。科学チームの代表団は、オポチュニティが着陸したメリディアニ平原のクレーター内部にある岩石の露出部分で発見した、流水の痕跡を示す階層パターンの画像およびデータを公表した。また、ここで発見された塩素と臭素の不規則な分布状態は、現在では蒸発した塩水の海岸線の跡ではないかと考えられている。
  - 4月8日：第1次ミッション延長。NASAが探査機の任務期間を3ヶ月間から8ヶ月間に延長することを発表。事業でかかる数ヶ月あたりの280万ドルと同様に、予算の拡大は1500万ドルの追加を交えて9月までに提供された。
  - 4月30日：オポチュニティがエンデュランス・クレーター（英語版）に到着。到達までには5日かかり、走行距離は200mであった。
  - 9月22日：第2次ミッション延長。NASAが探査機の任務期間を6ヶ月延長することを発表。この頃、オポチュニティはエンデュランス・クレーターを離れ、着陸時に投棄した耐熱シールドの横を通過し、ビクトリア・クレーター（英語版）に向かっていた。一方、スピリットはコロンビア・ヒルズの頂上への登山を試みていた。
- 2005年
  - 4月6日：第3次ミッション延長。2つの探査車が正常通り機能している最中、NASAは2006年9月までの18カ月の追加ミッションを発表した。その頃オポチュニティはエッチド・テレインに到達し、スピリットは岩の多い斜面を進みながらハズバンド・ヒルへの登頂を試みていた。
  - 8月21日：スピリットは4.81キロメートルの走行に581火星日かかった後、ハズバンド・ヒルに到達した。探査機操作担当のクリス・リーガーによれば、ミッション開始時はスピリットとオポチュニティが保障期間の90日間を超えて作動することは予想されなかったし、コロンビアヒルズへの到達は「まさしく夢」であったそうだ。またローバーの調査主任、スティーブ・スクワイヤーズは「火星は寒冷で乾燥しているゆえ、アルミ製のローバーはさびることがない。ほとんど変化のない火星表面で、何百万年も存在し続けるだろう。人類が作った何よりも長く」と述べている。
- 2006年
  - 9月：第4次ミッション延長（2007年10月まで）。
- 2007年
  - 7月4日：オポチュニティによるビクトリア・クレーターの探査が決定。
  - 9月11日：オポチュニティ、ビクトリア・クレーターに降下開始。
  - 10月1日：第5次ミッション延長（2009年まで）。
  - 10月2日：オポチュニティ、ビクトリア・クレーター内で調査開始。
- 2008年
  - 9月2日：オポチュニティ、ビクトリア・クレーターから脱出。
- 2009年
  - 5月1日：スピリットはトロイと呼ばれる緩い砂地を通過しようとした際に車輪が砂にはまり、身動きがとれなくなる。
- 2010年
  - 1月26日：NASAはスピリットの砂地からの脱出を断念。以後静止観測を行うとした。
  - 3月22日：この日を最後に、スピリットとの通信が途絶。
- 2011年
  - 5月25日：スピリットとの通信が幾度も試みられたものの回復する見込みがなく、NASAはスピリットの運用終了を発表した。
- 2013年
  - 5月15日：NASAは、オポチュニティの累計走行距離が35.760 km に達したと発表した。1972年12月にアポロ17号の宇宙飛行士が月で運転した月面車の総走行距離35.744 kmを上回り、NASAの地球外探査車の最長走行距離の記録を樹立。
- 2014年
  - 1月24日：オポチュニティ着陸10周年。
  - 7月28日：NASAは、オポチュニティの累計走行距離が40 km に達したと発表した。ソ連の月面車ルノホート2号の総走行距離 39 km を上回り、地球以外で最も長い距離を走行した探査車になった。
- 2015年
  - 3月23日：NASAは、オポチュニティの累計走行距離が、フルマラソンと同じ42.195 km に達したと発表した。

## 宇宙船の構造

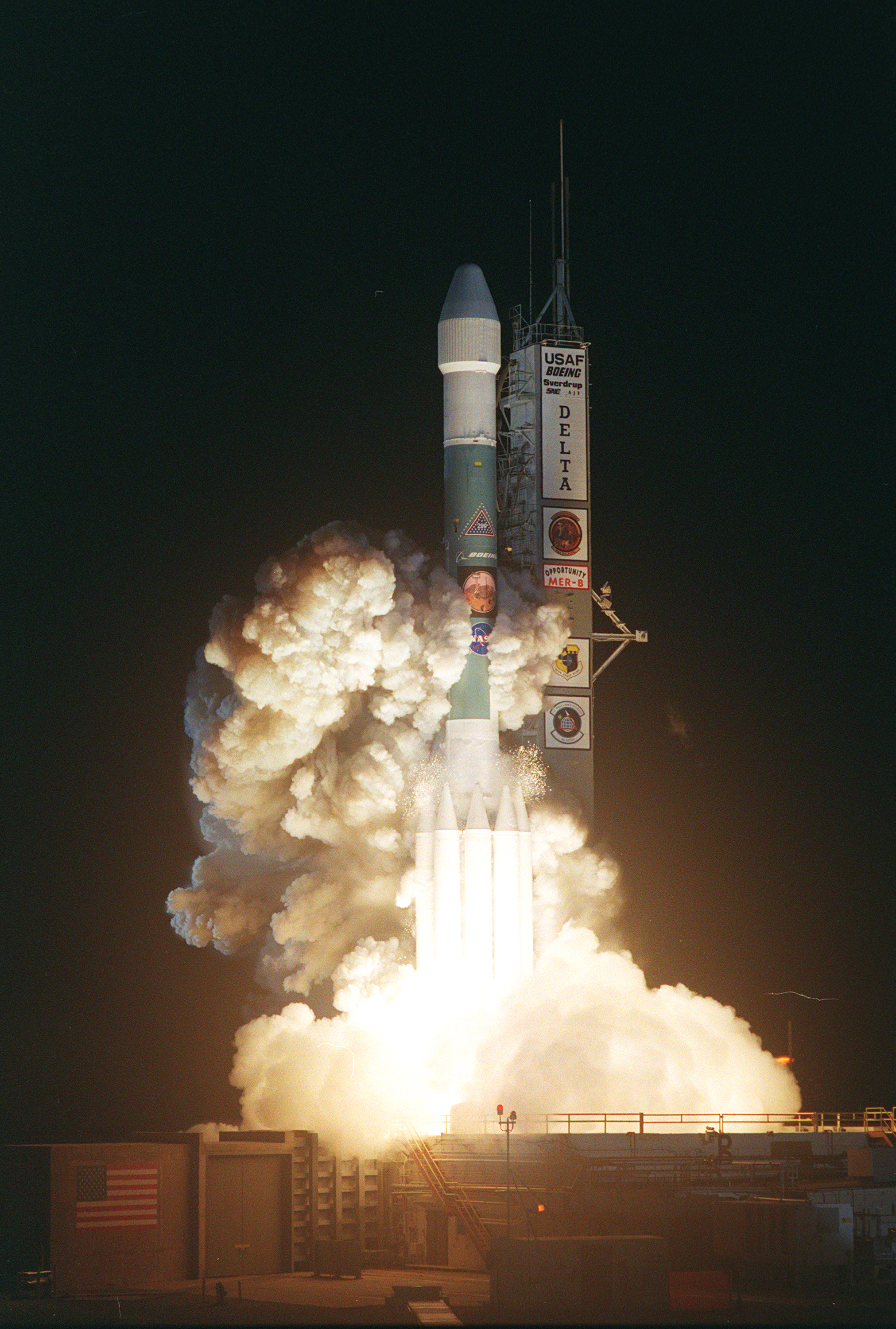
MER-Bを搭載したデルタIIロケットの打ち上げ

マーズ・エクスプロレーション・ローバーはデルタIIロケットの先端部分に搭載できるように設計されており、宇宙船は複数の部品によって構成される。
- ローバー（本体） - 185 kg (408 lb)
- ランダー - 348 kg (767 lb)
- 後部シェル / パラシュート - 209 kg (742 lb)
- 熱シールド - 78 kg (172 lb)
- クルーズステージ - 193 kg (425 lb)
- 燃料（推進剤） - 50 kg (110 lb)

総重量 - 1,063 kg (2,343 lb)

### クルーズステージ

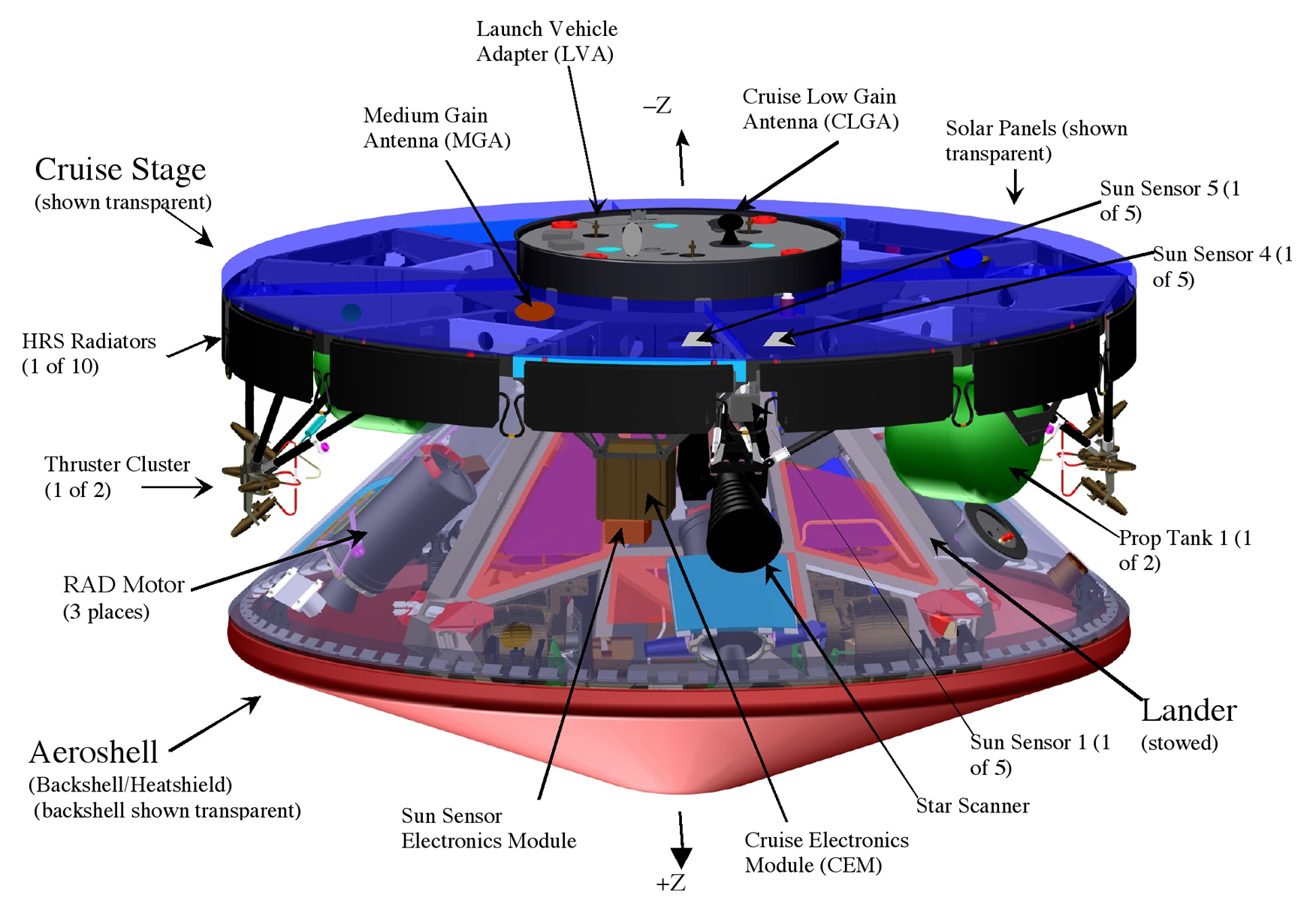
クルーズステージの構造（MER-A、MER-B共通）

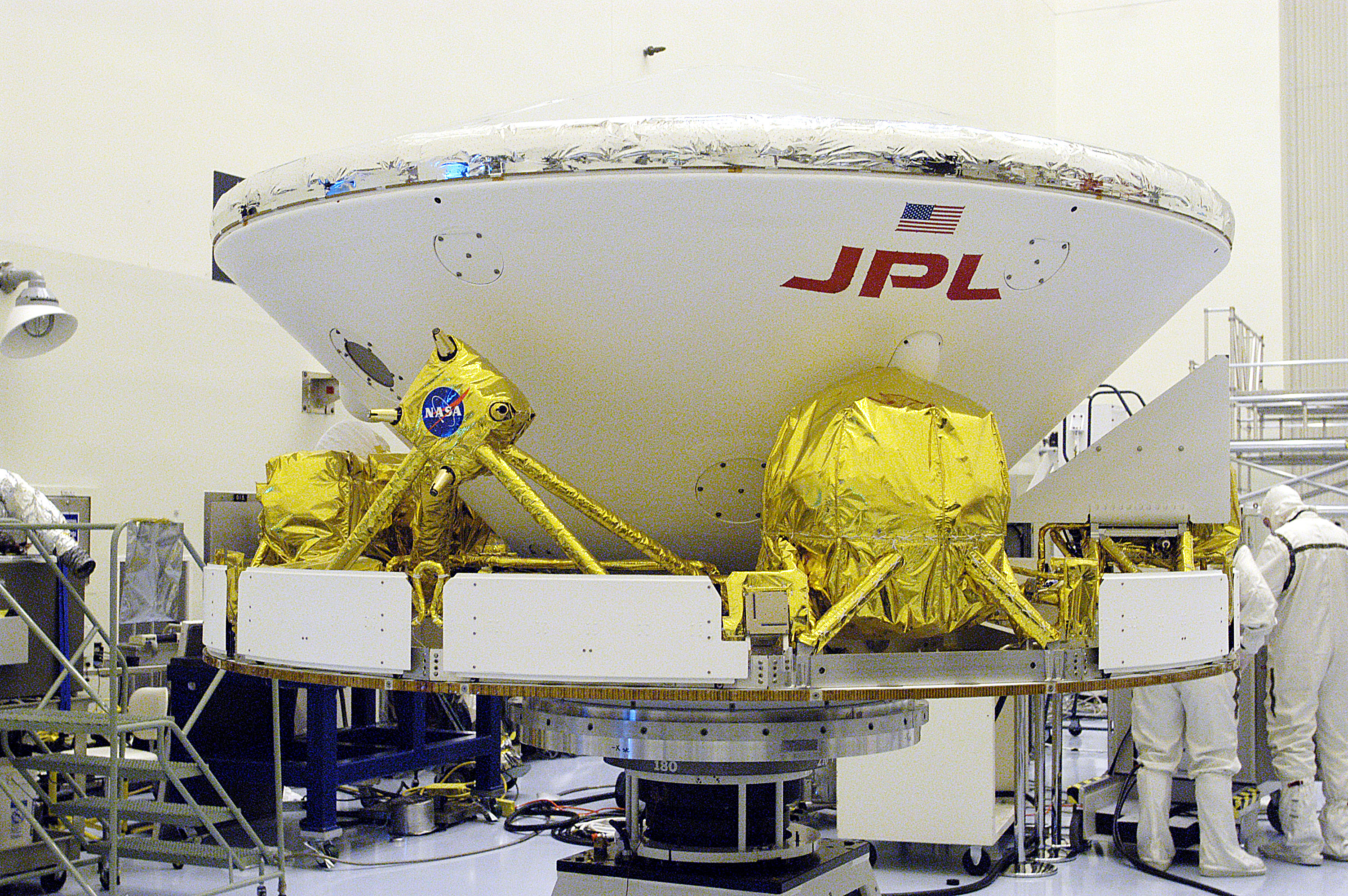
オポチュニティのクルーズステージ

クルーズステージは宇宙船が地球と火星の間を飛行する際に使用される。このクルーズステージはマーズ・パスファインダーとほぼ同様であり、直径約2.65m (8.7feet)、高さ1.6mある。最外層は太陽電池パネルで覆われた直径約2.65m (8.7feet) のアルミニウム製で、5つに分割された太陽電池パネルは、地球付近で600W、火星で最大300Wの電力を供給する。ヒーター、および多層断熱材は宇宙船に搭載されている機器を常温に保つことができる。
またローバー内部には、フライトコンピュータと通信機器の冷却に使用されるフロン系統が搭載されている。クルーズ航空電子工学システムは、太陽センサ、スタースキャナ、ヒーターなどの機器を、フライトコンピュータに接続できるようにする。

#### 軌道修正
（バックアップシステムを搭載した）スタースキャナと太陽センサは、宇宙船からの位置と太陽や他の星の位置を分析することによって、宇宙船の方位を知ることができる。例えば約4億8千万km（3億200万マイル）もの旅をする宇宙船は、時々コースから外れることがあり、ナビゲータは検診に伴う最大6回の軌道修正を行なうことになっている。
宇宙船を計画された正しい軌道に乗せるためには、機体に搭載された2台のスラスタ集合体（1台につき4つのスラスタを搭載）から推進剤を噴射して、機体を制御する必要がある。推進剤は、軽量でおよそ31kgのヒドラジンがアルミニウムタンクに格納されており、クルーズガイダンスや制御システムと共に宇宙船のコース修正などで使われる。なお宇宙船は、軸点火による機体の速度変更、水平点火による機体の水平移動、パルスモード点火による機体の旋回と、3つの異なるタイプのスラスタ制御により軌道修正を可能にする。

#### 通信アンテナ
宇宙船には、従来の宇宙船にあったSバンドアンテナよりも高い周波数帯を用いる、省電力で小型なXバンドアンテナが搭載されている。これによって、ナビゲータはクルーズステージにある2つのXバンドアンテナ（低利得アンテナと中利得アンテナ）にコマンドを送信することができる。低利得アンテナと中利得アンテナは、それぞれ機体内部にあるリングの内側と外側に設置されている。飛行中、宇宙船は2rpmの回転速度で姿勢を安定させ、常時方位修正されるスピン軸ポインティングはアンテナを地球へ、ソーラーパネルを太陽に常に向けられるようにする。
宇宙船は地球の付近にいる間は、低利得アンテナを使用する。ただし低利得アンテナは無指向性であるため、地球へのデータ転送能力は距離が離れるにつれて急速に低下してしまう。その為、地球を離れて火星に接近する際は、宇宙船は強力なビームによって地球へのデータ転送を行なうことのできる中利得アンテナを使用する。

## ローバーの構造

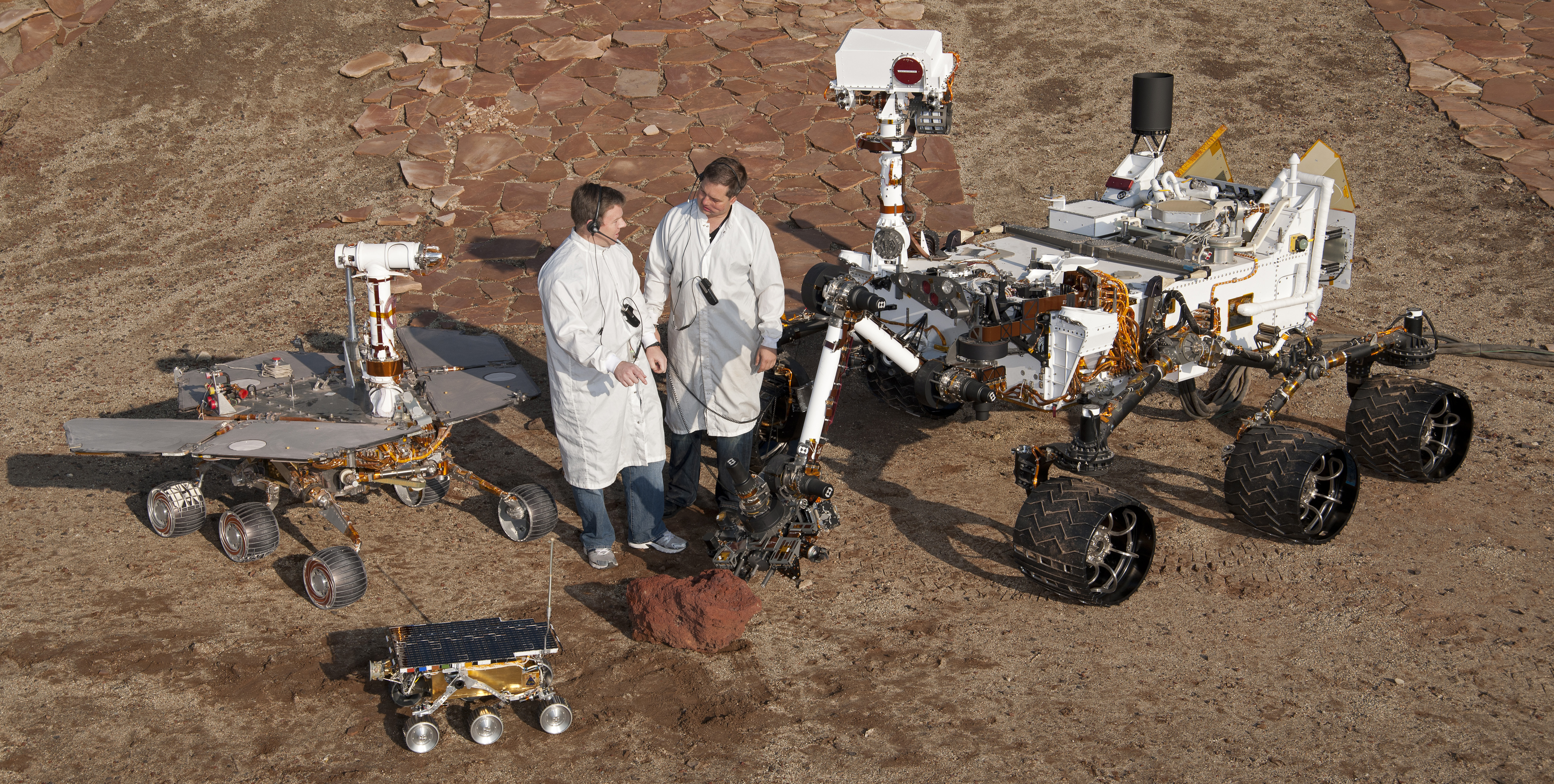
3台の火星探査車、ソジャーナ（写真下）、MER（左）、キュリオシティ（右）。

ローバーは6輪式で全高 1.5 m (4.9 ft)、全幅 2.3 m (7.5 ft)、全長 1.6 m (5.2 ft)、太陽電池を電源とする。重量は 180 kg (400 lb)、車輪と懸架装置は 35 kg (80 lb) 。

### 駆動システム
ローバーはロッカー・ボギー式の懸架装置に6つの車輪を備える事によって優れた走破性を備えている。この設計はローバー本体の動揺を半減させ、車輪の直径（250 mm / 10 inches）よりも大きな穴や溝を越える事が可能である。車輪にはクリートがあり、軟らかい砂地を登ったり岩石を越えたりするのに十分なグリップ力を確保する。
個々の車輪にモーターがある。前の2輪と後ろの2輪は個々の旋回モーターを持つ。これによりその場で旋回が可能である。ローバーはどの方向でも傾斜角45度までは転倒しない設計で、さらにソフトウェアで設定された「障害回避限界」により、傾斜角が30度を超えないように障害物を回避する。ローバーは他の車輪を固定したまま、前輪を一つだけ回転させる事によって地面を掘る事が出来る。最高速度は平坦地で 50 mm/s (2 in/s) である。ソフトウェアが地形を認識するために10秒から20秒毎に停止する必要があるので、平均速度は 10 mm/s (36 m/h) である。

### 電源・電子機器
ローバーには、最大140 W の発電能力を有する太陽電池モジュールと、2個のリチウムイオン二次電池（1個あたり7.15 kg）が搭載されている。ローバーの走行には100 W 程度の電力が必要である。太陽電池が最大出力を得られるのは1火星日あたり4時間程度で、1日あたりの発電量は約300 - 900ワット時。ただし、火星特有の砂嵐が発生すると日光が遮られ、発電量が1日あたり100ワット時を下回ることもある。
火星大気には砂塵が多量に含まれており、それが太陽電池パネルに降り積もるため、探査開始から90火星日後には発電量が1日あたり50ワット時程度に落ち込むと見積もられていた（探査機の運用期間が90火星日に設定されていたのはこのためである）。ところが、積もった砂塵が強風や塵旋風により吹き払われることが度々発生し、幸運なことに発電量はあまり低下せず、結果としてミッションは10年以上の長期にわたって延長されている。
ローバーの制御用コンピューターの諸元は次の通り。
- CPU：RAD6000（クロック周波数 20 MHz）
- 主記憶装置：128 MB DRAM（誤り検出訂正機能付き）
- 補助記憶装置：256 MB フラッシュメモリ、3 MB EEPROM
- OS：VxWorks 組み込み用OS

火星は非常に寒冷な環境であり、電力を消費することなく機器を保温するため、ローバーにはプルトニウム238の崩壊熱を利用した原子力発熱装置（RHU）が8個搭載され、さらに胴体部をシリカエアロゲルの断熱材と、金をスパッタリングした遮熱シートで覆っている（電気ヒーターも補助的に用いられる）。この対策により、ローバーの主要な電子機器の温度はマイナス40℃から40℃の間で保たれる。

### 通信機器
ローバーには2種類の通信アンテナが搭載されている。一つは無指向性のXバンド低利得アンテナで、NASAのディープスペースネットワークに属する各地球局と低速で直接通信する。もう一つは、火星軌道上の探査機を中継衛星として利用するためのXバンド高利得アンテナで、低利得アンテナよりはるかに高速で地球と通信できる。ローバーは火星到着以降、2001マーズ・オデッセイ、マーズ・グローバル・サーベイヤー、マーズ・リコネッサンス・オービターとの衛星通信を介して、地球に大量の観測データを送り続けている。

### 観測機器

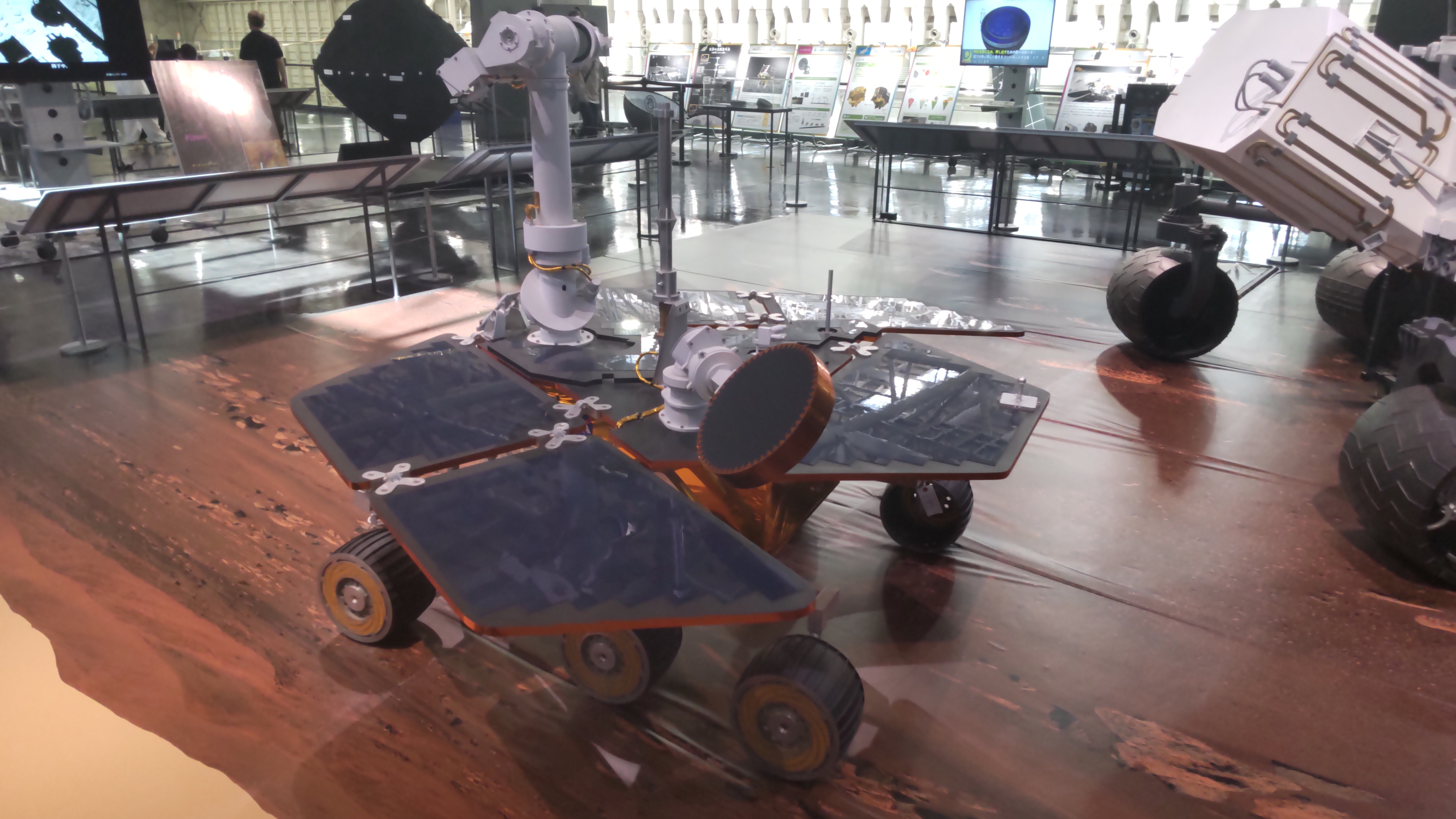
マーズ・エクスプロレーション・ローバーの1/1模型（岐阜かかみがはら航空宇宙博物館）

ローバーの観測機器は、動物の頭部のようなパノラマカメラ取付マスト（PMA）と、腕のような観測機器展開装置（IDD、通称「ローバー・アーム」）に集中して取り付けられている。ローバー・アームは人間の腕のように動かすことができ、アームの先端に備えられた各種の計測機器を調査対象の岩石などに、ちょうど人間が手を伸ばすように接近させることができる。

#### パノラマカメラ取付マスト（PMA）
パノラマ画像撮影カメラ（Pancam）
カラー撮影が可能な2台のカメラ。ローバー周辺の高精細画像を撮影し、地形の調査、地質学的特徴の解析に使われる。
走行用カメラ（Navcam）
2台のモノクロ広角カメラ。ローバーの走行や操作に使う。
小型熱赤外線分光計（Mini-TES）
赤外線の放射スペクトルを測定することで、岩石の組成の調査や、火星大気の温度を測定する。開発担当はアリゾナ州立大学。

#### 胴体部
危険回避カメラ（Hazcams）
ローバー胴体の前部に2台、後部に2台取り付けられている。

#### ローバー・アーム
メスバウアー分光計 MIMOS II（MB）
ガンマ線を使用した分光計で、岩石に含まれる鉄の状態や磁性を測定する。開発担当はヨハネス・グーテンベルク大学マインツ。
αプロトンX線分光計（APXS）
α線やX線を岩石に照射し、岩石を構成する元素の種類や量を測定する。
磁石
分光計の測定対象となる、鉄を含む塵や砂を捕獲する。開発担当はニールス・ボーア研究所。
顕微鏡カメラ（MI）
岩石の微細構造を観察するための高解像度カメラ。開発担当はアメリカ地質調査所（USGS）。
岩石研磨装置（RAT）
岩石の内部を露出させるための研磨装置。風化した岩石表面を削り取り、新鮮な断面を分光計などで分析する。Honeybee Robotics製。

### その他の搭載物
- 2機のローバーの岩石研磨装置に、アメリカ同時多発テロ事件により倒壊したワールドトレードセンターの瓦礫から切り出した金属片が搭載されている。
- スピリットのXバンド高利得アンテナの裏面に、コロンビア号空中分解事故で殉職した宇宙飛行士7名を追悼するプレートが貼り付けられている。